# 有福孝岳
有福 孝岳（ありふく こうがく、1939年10月9日 - ）は、日本の哲学者。専門はドイツ哲学。京都大学名誉教授。曹洞宗功山寺住職。

## 来歴
山口県生まれ、京都大学文学部哲学科卒、同大学院博士課程単位取得退学、奈良教育大学助教授、名古屋大学文学部助教授、1977年10月京大教養部助教授、教授、京都大学総合人間学部教授、1992年「カントの超越論的主体性の哲学」で東大文学博士。2003年定年退官、名誉教授、東亜大学客員教授。

## 著書
- 『道元の世界』大阪書籍、朝日カルチャーブックス、1985
- 『カントの超越論的主体性の哲学』理想社、1990
- 『『正法眼蔵』に親しむ』学生社、1991
- 『『正法眼蔵』の心』日本放送出版協会、NHKブックス、1994
- 『行為の哲学』情況出版、1997
- 『哲学の立場』晃洋書房、2002
- 『道元禅師のことば「修証義」入門』法藏館、2010／法蔵館文庫、2025
- 『カント『純粋理性批判』』晃洋書房、2012、哲学書概説シリーズ
- 『「観音経」入門』晃洋書房、2020
- 『道元の心の哲学』晃洋書房、2022

### 共編著
- 『倫理学とはなにか その歴史と可能性』訓覇曄雄共編、勁草書房、1981
- 『現代における人間と宗教 何故に人間は宗教を求めるのか』編著、京都大学学術出版会、1996
- 『環境としての自然・社会・文化』編著、京都大学学術出版会、1997
- 『カント事典』[2]弘文堂、1997、新版2014
- 『エチカとは何か 現代倫理学入門』編、ナカニシヤ出版、1999
- 『認識と情報』編、京都大学学術出版会、1999、リレー講義録・総合人間学を求めて
- 『カントを学ぶ人のために』牧野英二共編、世界思想社、2012

### 翻訳
- エメリッヒ・コレト『近代哲学入門 その根本問題の歴史的展開』池田善昭共訳、晃洋書房、1976
- マルティン・ハイデッガー『物への問 カントの超越論的原則論に寄せて』晃洋書房、1978
- F.カウルバッハ『行為の哲学』監訳、勁草書房、1988
- ハンス・ミヒャエル・バウムガルトナー『カント入門講義 『純粋理性批判』読解のために』監訳、法政大学出版局・叢書・ウニベルシタス、1994
- ノルベルト・ヒンスケ『批判哲学への途上で カントの思考の諸道程』平田俊博共編訳、晃洋書房、1996
- G.ヴォールファルト『芸術と宗教 哲学的反省』監訳、晃洋書房、1997
- 『カント全集 4-6 純粋理性批判』岩波書店、2001-2006
- O.ヘッフェ『現代の実践哲学 倫理と政治』河上倫逸共監訳、風行社、2001
- エッケハルト・マルテンス『子供とともに哲学する ひとつの哲学入門書』有福美年子共訳、晃洋書房、2003
- ヴァルター・シュヴァイドラー『形而上学の克服 近代哲学の終焉について』監訳 小野真、門屋秀一、羽地亮訳、晃洋書房、2005